# كأس سويسرا 2004–05
كأس سويسرا 2004–05 هو الموسم 80 من كأس سويسرا. أقيم خلال الفترة 2004 وحتى 20 مايو 2005، وأشرف على تنظيمه اتحاد سويسرا لكرة القدم، وفاز فيه نادي زيورخ.